# Oirschot
Oirschot ( udtale ?) er en kommune og en by i den sydlige provins Noord-Brabant i Nederlandene.

## Galleri
- Sint-Petruskirke
- Det gamle rådhus
- Oirschot i 1865
- Mariakirke

## Eksterne links
- Wikimedia Commons har flere filer relateret til Oirschot
- Oirschot Kommunens hjemmeside (nederlandsk/hollandsk)
- Turistbureau Arkiveret 29. oktober 2016 hos  Wayback Machine (nederlandsk/hollandsk)
- Oirschots historiske geografi (dr. K.A.H.W. Leenders) (nederlandsk/hollandsk)
- Oirschots Canon (nederlandsk/hollandsk)
- Oirschotske postkort (nederlandsk/hollandsk)
- Antal indbyggere per kern (nederlandsk/hollandsk)
- Oirschots historie (nederlandsk/hollandsk)
- H.J.M. Mijland, L.M. van Hout en Drs. J.P.J. Lijten: Oog op Oirschot (1991) ISBN 9789073992016 (nederlandsk/hollandsk)

51°30′18″N 5°18′47″Ø / 51.505°N 5.313°Ø